# نیک آدامز (بازیگر)
نیک آدامز (انگلیسی: Nick Adams؛ ‏ زاده ۱۰ ژوئیهٔ ۱۹۳۱ – درگذشته ۷ فوریهٔ ۱۹۶۸) بازیگر و فیلم‌نامه‌نویس اهل ایالات متحده آمریکا بود.

## گزیده فیلمشناسی
از فیلم‌ها یا برنامه‌های تلویزیونی که وی در آن نقش داشته‌است می‌توان به آثار زیر اشاره کرد.
- آقای رابرتس (فیلم ۱۹۵۵) (۱۹۵۵)
- شورش بی‌دلیل (۱۹۵۵)
- پیک‌نیک (۱۹۵۵)
- آخرین واگن (۱۹۵۶)
- غول (فیلم ۱۹۵۶) (۱۹۵۶)
- بوی خوش موفقیت (۱۹۵۷)
- نورچشمی معلم (۱۹۵۸)
- حرف‌های خودمانی (۱۹۵۹)
- جهنم برای قهرمانان است (۱۹۶۲)
- کارآموزان (فیلم) (۱۹۶۲)
- مرد چنگکی (فیلم ۱۹۶۳) ()
- سفر به قعر دریا (مجموعه تلویزیونی) (۱۹۶۴)
- بن کیسی (۱۹۶۵)
- غرب وحشی وحشی (مجموعه تلویزیونی) (۱۹۶۶–۱۹۶۸)